# Födoämnesöverkänslighet
Födoämnesöverkänslighet kan vara immunologisk (födoämnesallergi) eller icke immunologisk (födoämnesintolerans).

## Födoämnesöverkänslighet och födoämnesallergi
Med allergi menas den speciella form av överkänslighet som förmedlas av immunologiska reaktioner. Födoämnesöverkänslighet är alltså ett vidare begrepp än födoämnesallergi. 

## Frekvens
Ett stort antal människor anser sig överkänsliga för födoämnen. Vid noggrann utredning, innefattande bland annat kontrollerade provokationer, har man dock funnit att endast ett par procent av vuxna har en äkta födoämnesöverkänslighet. Hos småbarn är födoämnesöverkänslighet vanligare; omkring vart femte barn har vid något tillfälle uppvisat en onormal reaktion mot maten.

## Symtom
Födoämnesöverkänslighet kan ge upphov till symtom från flera olika organ. Hudsymtom kan yttra sig som rodnader och nässelutslag (urtikaria) eller försämring av atopiskt eksem eller nickeleksem. Symtom kan även utlösas från luftvägarna som astma och allergisk snuva och allergisk bindhinnekatarr (rinokonjunktivit) och från munhåla och mag- och tarmkanal i form som klåda i svalget, illamående, kräkningar, buksmärtor, diarréer, rubbad matsmältning (malabsorption) med mera. 
Den allvarligaste födoämnesreaktionen är allergichock, anafylaxi. Patienter med migrän upplever ofta att vissa födoämnen kan utlösa anfall. Ledbesvär (artrit och artralgi) kan i enstaka fall försämras av födoämnen. 
Det orala allergisyndromet (OAS) är ett syndrom som i Sverige framförallt uppträder hos björkpollenallergiker, när de äter nötter eller frukter som de är överkänsliga för. Det handlar om så kallad korsallergi.

## Födoämnen som ofta utlöser överkänslighetssymtom
Hundratals olika födoämnen kan utlösa överkänslighetsreaktioner men några är vanligare än andra. Hos barn är överkänslighet mot komjölk, ägg, fisk, jordnötter, citrusfrukter vanligt. Hos vuxna i Sverige är det framförallt nötter, äpplen, stenfrukter, skaldjur, ost och vin som ger besvär. Det är mycket ovanligt med överkänslighet mot kött, majs, kokt potatis, ris, broccoli, sallad, vinbär och hallon.
En del födoämnen hör ihop. Det är visserligen vanligt att en individ är överkänslig för ett enda födoämne, till exempel mjölk eller ägg, men hos många patienter finner man en så kallad multipel överkänslighet, uppenbarligen delvis orsakad av korsallergi. Exempel på sådana grupper av födoämnen är äpple/päron, persika/plommon/körsbär/mandel, hasselnötter/paranötter, ärta/jordnöt/soja, kiwi/avokado och selleri/persilja.

## Mekanismer
Födoämnesreaktioner kan uppstå via flera olika mekanismer. Dels kan en del födoämnen på grund av sitt innehåll av toxiner utlösa symtom hos alla människor, dels kan olika födoämnen förorsaka besvär genom immunologiskt förmedlade reaktioner (allergier) och icke-immunförmedlade reaktioner (intolerans). Psykiska faktorer kan ge upphov till födoämnesaversion.

### Toxiska reaktioner
En del mat och dryck kan, om de intas i tillräcklig mängd, utlösa symtom på grund av sitt innehåll av toxiska substanser. Exempel på detta är cyanid i bittermandel och aprikoskärnor, etanol i diverse drycker och tiocyanat i blomkål. Den toxiska effekt som på grund av symtomatologin framför allt kan förväxlas med födoämnesallergi är den så kallade scombroidförgiftningen, orsakad av histamin i fisk (till exempel tonfisk) som förvarats på olämpligt sätt.

### Födoämnesallergi (Immunologiska reaktioner)
När det rör sig om immunologiskt orsakad överkänslighet talar man om födoämnesallergi. Sådan allergi är oftast förmedlad via IgE-antikroppar, men det finns även sådan som är förmedlad via andra mekanismer.

### Födoämnesintolerans
Födoämnesöverkänslighet som inte beror på immunologiska reaktioner kallas födoämnesintolerans. Dit hör, bland annat, laktosintolerans och överkänslighet för biogena aminer, färgämnen och konserveringsmedel. 

#### Enzymdefekter
Laktosintolerans är den vanligaste av de intoleranser som beror på enzymdefekter. Vid laktosintolerans föreligger i tarmen brist på enzymet laktas och patienten kan därför inte tåla mjölk på grund av dess innehåll av mjölksocker (laktos).
Laktosen kan inte, på grund av bristen på laktas, spjälkas till glukos, utan går i stället outspjälkad ut i tjocktarmen, där den förjäses av bakterier. Detta ger symtomen diarré, gasbildning och koliksmärtor.
Mindre känt är Proteinintolerans. Det handlar om en oförmåga att fullständig bryta ner proteiner. Normalt bryts proteiner först ner till proteinfragment (peptider) och vidare ner till de enstaka aminosyrorna. Vanligast är en brist på de enzymer som bryter ner gluten och/eller kasein (mjölkprotein). 

#### Farmakologiska reaktioner
En del födoämnen innehåller substanser kallade biogena aminer, som kan ha biologiska effekter. Dit hör till exempel histamin och tyramin i ost och salami, tryptamin och serotonin i tomat och banan och fenyletylamin i choklad.
De biogena aminer som förekommer i viss mat bryts främst ner i tarmen av enzymen monoaminoxidas (MAO), och diaminoxidas (DAO). Vissa människor tycks ha viss brist på dessa enzym. De kan då få symtom vid intag av mat som innehåller till exempel mycket histamin (se histaminintolerans). Reaktion på biogena aminer kan ske dels när kroppens normala omhändertagande av biogena aminer är hämmat eller på något sätt defekt, dels när biogena aminer intas i extremt stora mängder.

#### Intolerans via okända mekanismer
Vid en del typer av födoämnesöverkänslighet är mekanismerna i stort sett okända. Detta gäller bland annat en del reaktioner utlösta av vissa livsmedelstillsatser.

#### Aversion
Vid födoämnesaversion rör det sig om en psykologiskt betingad ”överkänslighet”.[källa behövs]

## Modifierande faktorer
Ibland kan såväl patient som läkare överraskas av att ett födoämne som vid ett tillfälle ger överkänslighetssymtom tolereras vid ett annat tillfälle. Förklaringen kan vara till exempel att mängden födoämne varierat, eller att ett barn ”vuxit ur” sin allergi. Det kan också vara matens tillagningssätt, samtidig fysisk ansträngning och annat som inverkar.[källa behövs]

## Diagnos
Det finns inte något enkelt test som kan bevisa eller motbevisa förekomsten av kliniskt relevant överkänslighet. Patientens sjukhistoria (anamnes) är viktigast. Hudtester och blodprovstester (IgE-tester) kan i en del fall ge stöd för en anamnesbaserad misstanke om IgE-förmedlad allergi. I en del fall fordras eliminationsförsök (dvs undvikande av misstänkta födoämnet) och provokationer, där man under kontrollerade förhållanden tillför det misstänkta ämnet. För helt säker diagnos fordras så kallad dubbel-blind-placebo-kontrollerad provokation för säker diagnos.

### Alternativa diagnostiska metoder
Det finns mängder av alternativa metoder. I svenska statens offentliga utredning om alternativmedicin 1989:62 redovisades drygt 175 olika former av diagnos- och behandlingsmetoder. Gemensamt för dem var att vetenskaplig dokumentation av angiven effekt saknades.
Några exempel på alternativa diagnosformer.
- Analys av specifika IgG-antikroppar mot födoämnen. Det har hävdats[vem?] att blodanalys av så kallade specifika IgG-antikroppar mot födoämnen hos patienter med irritabel tarm (IBS) kunde vara av värde för att diagnostisera specifik matöverkänslighet. Några övertygande bevis för detta tycks inte finnas[4]
- Blodanalys av fria radikaler. Några bevis för att metoden kan användas för allergidiagnos finns inte.
- Lymfocytstimuleringstest. Vid lymfocytstimuleringstest (cytotoxicitetstest, till exempel Prime test) blandas födoämnesallergen med helblod eller en suspension av vita blodkroppar. Förändring i antal eller form av cellerna sägs indikera matöverkänslighet. Kontrollerade studier visar att testet inte kan användas för diagnos eller behandling.
- Dynamisk Energi Detektor. Företaget bakom metoden uppger[vem?] att man med skannern Dynamisk Energi Detektor® (DED) genomsöker individens biofysiska struktur efter frekvensstörningar (energibrister). Metoden uppges kunna upptäcka överkänslighet mot vissa födoämnen. Några bevis för att metoden fungerar är inte kända.
- Håranalys. Vid håranalys kontrolleras näringsstatus och eventuell tungmetallsbelastning. Något vetenskapligt stöd för metoden vad gäller utredning och behandling av matöverkänslighet finns inte.
- Andra metoder: Rotationsdiet, Förhöjt total IgE, Totaleosinofila i blod, Leukocyt-reduktionstest (Bryants test), Pulstest, Sublingualt eller Subkutant neutralisationstest och Cytotoxiskt test är också exempel på metoder som inte har något bevisat värde för att påvisa matallergi.

## Behandling
Elimination, det vill säga att man låter bli den mat man är överkänslig mot, är den viktigaste åtgärden. Vid multipel födoämnesöverkänslighet eller allergi för något födoämne som är viktigt i den dagliga kosten bör dietist anlitas.
Bland läkemedel kan antihistaminpreparat prövas.
Den som har en allvarlig allergi med risk för anafylaktiska reaktioner bör vara försedd med beredskapsmediciner i form av adrenalin för injektion och kortisontabletter, utöver antihistamintabletter.

### Kan växa bort
Hos framförallt överkänsliga spädbarn ser man en toleransutveckling. Komjölksallergi hos nyfödda har försvunnit hos minst hälften av barnen vid 2-3 års ålder. Tolerans för ägg kommer något senare medan allergi för fisk och nötter ofta kvarstår upp i vuxen ålder.